# Amouranth
Amouranth (* 2. Dezember 1993 in Houston, Texas; bürgerlich Kaitlyn Michelle Siragusa) ist eine US-amerikanische Streamerin, Webcam-Model und ehemalige Betreiberin eines gleichnamigen YouTube-Kanals.

## Leben
Siragusa wurde am 2. Dezember 1993 in Houston geboren. Sie wuchs als Einzelkind auf und entwickelte eine starke Bindung zu Tieren. Als Kind spielte Siragusa viele Videospiele und sah sich Animes an, was später zu einem weitreichenden Interesse an Kostümen, insbesondere dem Cosplay, führte. Nachdem sie von ihrer Tante das Nähen erlernte, nutzte sie diese neuen Fertigkeiten, um auf einem örtlichen Kongress in Houston ihre Fähigkeiten unter Beweis zu stellen. Sie erreichte den ersten Platz und gewann den Wettbewerb als Prinzessin Zelda.

## Karriere
Im Jahr 2010 belegte Siragusa Modedesign und Theaterkostümdesign am College und wurde von ihrem Professor als Kostümbildnerin an die Houston Grand Opera und das Houston Ballet empfohlen. 2015 gründete sie ihre eigene Firma für Kinderunterhaltung. Seit dem Debüt ihres Unternehmens wurde sie mehrmals in lokalen Nachrichtensendern vorgestellt und war zweimal in The Little Couple auf TLC zu sehen.
Im Jahr 2016 wurde Siragusa von Twitch kontaktiert. Sie wurde gebeten, der Plattform beizutreten und Cosplay-Videos als Livestream zu drehen. Sie gewann schnell eine große Fangemeinde und richtete ihre Inhalte schließlich auf Tanzen, ASMR und Poolvideos aus. Siragusa hat derzeit 6,1 Millionen Follower auf Twitch. Aufgrund der Art ihrer Inhalte gerät sie häufig in Konflikt mit den Richtlinien verschiedener Plattformen, was zu temporären Sperrungen ihres Kontos führt. Im Oktober 2021 wurde Siragusa gleichzeitig von Twitch, TikTok und Instagram verbannt. Am 4. Mai 2023 wurde sie zum sechsten Mal von Twitch gesperrt, am 2. April 2024 folgte die zehnte Sperrung.
Siragusa ist eine der erfolgreichsten Erstellerinnen von Inhalten auf OnlyFans und verdient jeden Monat über 1,5 Millionen US-Dollar mit expliziten, sexuellen Inhalten.
Im November 2021 gab Siragusa auf ihrem Twitter bekannt, dass sie eine Tankstelle gekauft hat, die sie an Circle K vermietet. Im Januar 2022 gab sie bekannt, dass sie auch eine Firma für aufblasbares Poolspielzeug gekauft habe. Im April 2022 gab sie bekannt, dass sie ihr OnlyFans und die damit verbundenen Online-Aktivitäten beenden werde, um sich ab Ende Juni dieses Jahres auf Twitch zu konzentrieren, jedoch hat sie diese Ankündigung nie in die Tat umgesetzt.
Seit Mai 2023 streamt sie auch als Webcam-Model auf der Erotik-Livestream-Website Jerkmate und moderierte die XBIZ Creator Awards 2023. Im Juni 2023 kündigte sie mit einem Video auf dem sozialen Netzwerk X an, auch auf dem Twitch-Konkurrenten Kick zu streamen. Details zu ihrem Vertrag mit dem Live-Streaming-Videoportal sind nicht bekannt. Im August 2023 wurde bekannt gegeben, dass sie eine Partnerschaft mit FansRevenue und Jerkmate eingeht und Markenbotschafterin wird, um die Plattform für andere Models zu bewerben.

## Privates
Siragusa besitzt zwei Pferde und zwei Hunde. Sie erwähnte in mehreren Interviews, dass einer der Gründe für die Erstellung ihrer Videos die Geldbeschaffung für die Gründung eines eigenen Tierheims darstellt. Sie möchte ungewollte oder misshandelte Hunde und Pferde retten.
Im März 2025 wurde die Streamerin in ihrem Haus von drei Räubern überfallen, die an Siragusas Cryptovermögen gelangen wollten. Ihr Ehemann konnte die Angreifer mit Schüssen in die Flucht schlagen. Tage später wurden sie verhaftet.

## Auszeichnungen

### Gewonnen
- 2022: The Streamer Awards in der Kategorie „Beste ASMR-Streamerin“[23]
- 2023: AVN Award in der Kategorie „Favorite Creator Site Star“[24]